# 짐 카지야

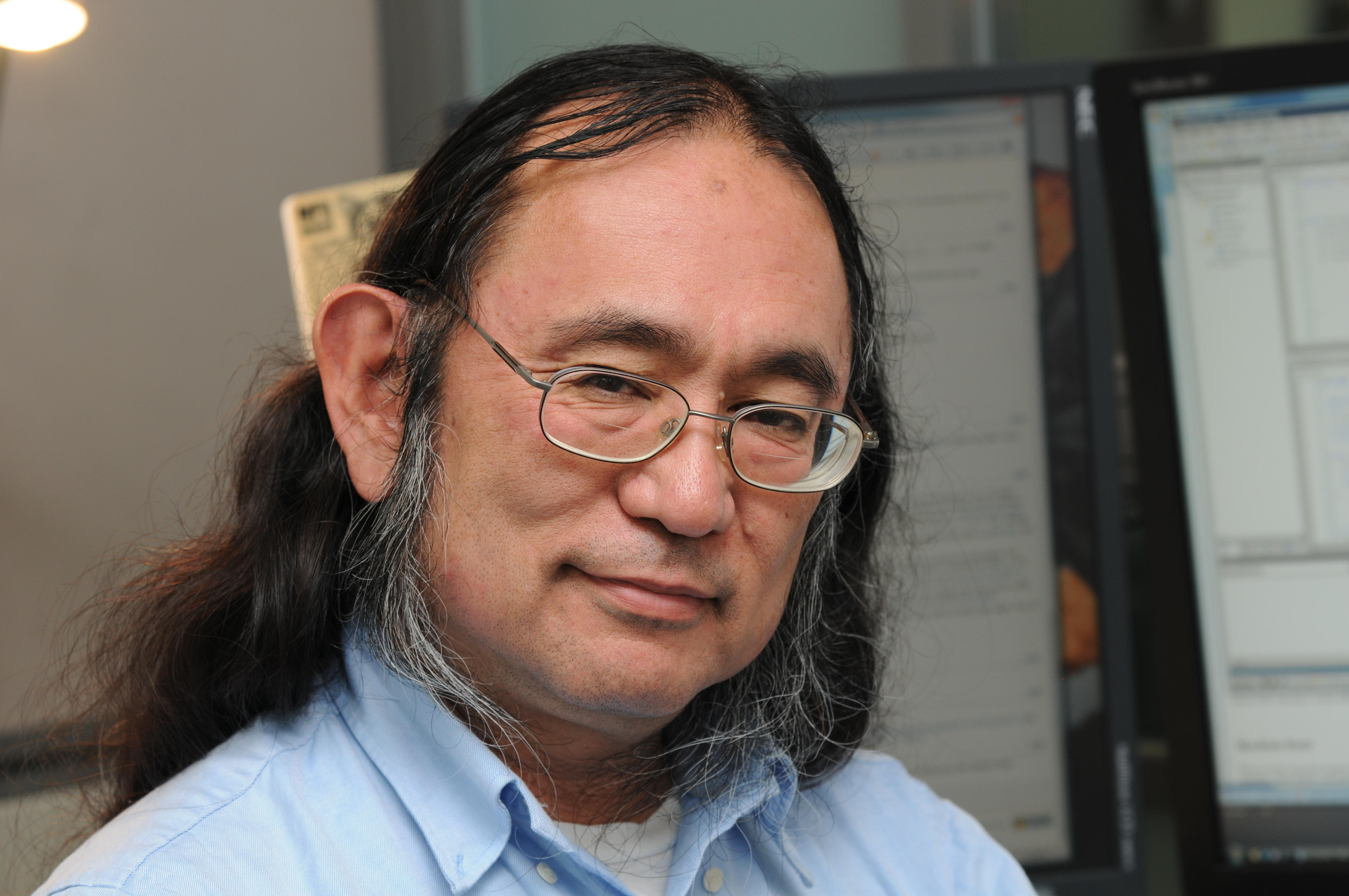

짐 카지야(Jim Kajiya, 본명: 제임스 카지야, James Kajiya)는 컴퓨터 그래픽 분야의 선구자이다. 렌더링 방정식 개발로 잘 알려져 있다.
카지야는 1979년 유타 대학교에서 박사학위를 받았으며, 1979년부터 1994년까지 캘리포니아 공과대학 교수, 현재 마이크로소프트 연구소의 연구원으로 재직하고 있다.
2002년에 카지야는 컴퓨터 이미지 생성의 형식적이고 실용적인 방법에 기여한 공로로 미국 공학 아카데미(National Academy of Engineering) 회원으로 선출되었다.